# Шейх Ибрагим
Шейх Ибрагим Ардебили (азерб. Şeyx İbrahim Ərdəbil-i) — четвертый глава суфийского тариката Сефевие с 1429 по 1447 года. Первый Шейхшах Ардебиля из династии Сефевидов.

## Биография
Ибрагим родился в семье дервиша, потомка Сефи ад-Дина — Шейха Ходжи Али. Ибрагим не был силен физически, в отличие от своего брата шейха Джафара, однако с детства у него проявлялись качества дипломата. После смерти своего отца Ибрагим, пройдя суфийский ритуал, был назначен главой тариката Сефевие.
Благодаря исключительному таланту дипломата Шейх Ибрагим смог добиться титула Шейхшаха Ардебиля и получить светскую власть. Он стал первым в своем роде, ставшим собирать мюридов в военных целях, однако его идеи не были реализованы при его жизни. Шейх Ибрагим умер в возрасте 47 лет. Его мечты об участии Сефевие в политике Ближнего Востока были воплощены в жизнь его сыном, Шейхом Джунейдом.

## Потомки
Преемником Шейха Ибрагима стал его сын, Шейх Джунейд (1447—1460). После блестящей реформаторской политики Джунейда, на престол взошел его сын Шейх Гейдар. Впоследствии, по приказу султана Ак-Коюнлу, Якуба ибн Хасана, Гейдар был обезглавлен а его многочисленное семейство истреблено. Одним из выживших стал младший сын Гейдара, Исмаил, впоследствии вошедший в историю как первый шах Сефевидского Государства — Шах Исмаил.